# Unió Cristiana de Dones per la Temprança
La Woman's Christian Temperance Union, WCTU (en català: Unió Cristiana de Dones per la Temprança) va ser la primera organització col·lectiva de dones dedicades a la reforma social amb un programa que «lligava el religiós i el secular a través d'estratègies de reforma concertades i de llarg abast basades en l'aplicació del cristianisme».
Va ser molt influent en la promoció del Moviment per la Temprança i la posterior aprovació de la divuitena esmena a la Constitució dels Estats Units que establia la «prohibició» de consumir alcohol, o «llei seca».

## Història
La WCTU es va organitzar originalment el 23 de desembre de 1873, a Hillsboro, Ohio, sobre la base del moviment de dones cristianes denominat Woman's Crusade [Croada de Dones], i va ser constituïda oficialment com a tal en una convenció nacional a Cleveland, Ohio, el 1874.
Annie Wittenmyer en va ser la presidenta durant els primers anys, en què la WCTU va vincular 1.000 afiliats i va publicar la revista Our Union. Més endavant la succeí Frances Willard, que liderava un corrent que va voler reclamar el sufragi femení, a més de l'abstinència d'alcohol, i l'incorporà oficialment en les seves reclamacions el 1881; la Unió es convertia així en un dels grups de dones més influents del segle XIX. En aquests anys encara van incloure en el programa qüestions com les lleis laborals i la reforma de les presons.

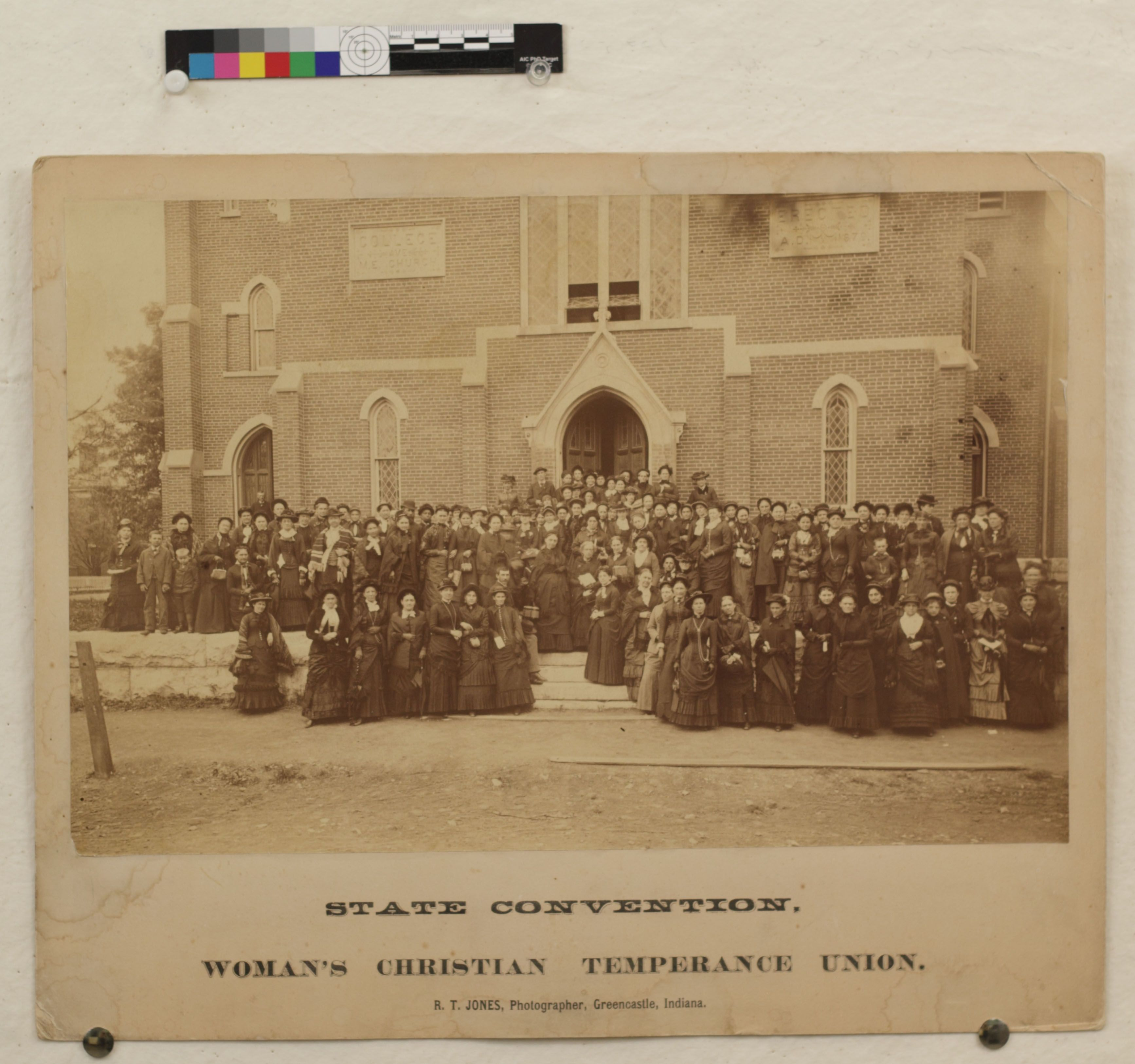
Convenció de la Woman's Christian Temperance Union, al 1883

Dos anys després de la seva fundació, al 1883, l'associació va patrocinar una conferència internacional en la qual es va constituir la World's Woman's Christian Temperance Union.
Amb el temps i després de la mort de Willard, la Unió va començar a distanciar-se dels grups feministes i se centrà exclusivament en la prohibició de l'alcohol. Després de l'aprovació de la XVIIIa esmena, el 1919, ha continuat la seva acció en contra de l'ús de tabac, l'alcohol i les drogues il·legals.

## Membres destacades
- Frances Willard
- Mary Page
- Maria Louisa Angwin
- Emily Howland
- Susanna M. Salter
- Kate Sheppard
- Annie Wittenmyer
- Matilda Carse
- Mary C. Leavitt
- Jessie Ackermann